# Campeonato Mundial de Piragüismo de Estilo Libre de 2009
El II Campeonato Mundial de Piragüismo de Estilo Libre se celebró en Thun (Suiza) entre el 29 de agosto y el 6 de septiembre de 2009 bajo la organización de la Federación Internacional de Piragüismo (ICF).

## Resultados

### Masculino
| Evento | Oro                    | Plata                       | Bronce                        |
| ------ | ---------------------- | --------------------------- | ----------------------------- |
| K1     | Nick Troutman · Canadá | Eric Jackson Estados Unidos | Stephen Wright Estados Unidos |

### Femenino
| Evento | Oro                          | Plata                | Bronce               |
| ------ | ---------------------------- | -------------------- | -------------------- |
| K1     | Emily Jackson Estados Unidos | Ruth Gordon · Canadá | Tanya Faux Australia |

## Medallero
| Núm. | País           | Oro | Plata | Bronce | Total |
| ---- | -------------- | --- | ----- | ------ | ----- |
| 1    | Estados Unidos | 1   | 1     | 1      | 3     |
| 2    | Canadá         | 1   | 1     | 0      | 2     |
| 3    | Australia      | 0   | 0     | 1      | 1     |
|      | TOTAL          | 2   | 2     | 2      | 6     |